# Barosa
Barosa é uma povoação portuguesa do Município de Leiria que foi sede da extinta Freguesia de Barosa, freguesia que tinha 13,67 km² e 2156 habitantes (2011, e, por isso, uma densidade populacional de 157,7 hab/km².
A Freguesia de Barosa foi extinta em 2013, no âmbito de uma reforma administrativa nacional, para, em conjunto com a Freguesia de Marrazes formar uma nova freguesia denominada União das Freguesias de Marrazes e Barosa com a sede em Marrazes.
No ano de 1714 Barosa foi desanexada da freguesia de São Pedro, com uma confraria e com uma ermida a S. Matheus.
Registos paroquiais indicam que antes das invasões francesas, em Outubro de 1810, a população desta freguesia era de 545. Em 1849 a freguesia de Barosa tinha 476 habitantes, tendo vindo sempre a aumentar, gradualmente, sendo de 1 685 em 1981, de 1 846 em 2001 e de 2 156 em 2011.
A principal actividade económica é a indústria transformadora, principalmente de metais e produtos metálicos.

## População
| População da freguesia de Barosa | População da freguesia de Barosa | População da freguesia de Barosa | População da freguesia de Barosa | População da freguesia de Barosa | População da freguesia de Barosa | População da freguesia de Barosa | População da freguesia de Barosa | População da freguesia de Barosa | População da freguesia de Barosa | População da freguesia de Barosa | População da freguesia de Barosa | População da freguesia de Barosa | População da freguesia de Barosa | População da freguesia de Barosa |
| -------------------------------- | -------------------------------- | -------------------------------- | -------------------------------- | -------------------------------- | -------------------------------- | -------------------------------- | -------------------------------- | -------------------------------- | -------------------------------- | -------------------------------- | -------------------------------- | -------------------------------- | -------------------------------- | -------------------------------- |
| 1864                             | 1878                             | 1890                             | 1900                             | 1911                             | 1920                             | 1930                             | 1940                             | 1950                             | 1960                             | 1970                             | 1981                             | 1991                             | 2001                             | 2011                             |
| 474                              | 603                              | 701                              | 775                              | 864                              | 827                              | 928                              | 973                              | 1 137                            | 1 142                            | 1 141                            | 1 685                            | 1 787                            | 1 846                            | 2 156                            |

## Património Histórico e Cultural
- Igreja Matriz
- Festa de S. Mateus (Setembro)